# Sytkiwci
Sytkiwci, hist. Sitkowce, ukr. Ситківці – osiedle typu miejskiego w rejonie niemirowskim obwodu winnickiego na Ukrainie. Liczba mieszkańców – 4600 osób w 1966 r., 2845 osób w 2001 r.
Wzmianki o wsi pochodzą z okresu Rzeczypospolitej, a dokładnie z roku 1629. Wieś w początku XVIII w. należała do rozległych dóbr Wiśniowieckich, od których przeszły one w ręce Platerów, od których z kolei nabył je Stanisław Szczęsny Potocki. Klucz sitkowiecki dóbr Potockich (w poł. XIX w. obejmujący cztery wsie i 1357 dusz) należał do potomków Szczęsnego Potockiego aż do rewolucji – ostatnim prywatnym ich właścicielem był Franciszek Potocki.
W miejscowości zachowały się ślady wałów ziemnych – części fortyfikacji z XVII w. Znajduje się w niej cukrownia z 1866 r. – według Słownika geograficznego Królestwa Polskiego miała być założona w 1836 lub 1843 r. W latach 80. XIX w. we wsi znajdowała się drewniana cerkiew pw. Wniebowstąpienia z 1752 r.
Właścicielem miejskiej cukrowni był działacz gospodarczy Teodor Sobański.
Siedziba dawnej gminy Sitkowce w powiecie lipowieckim na Ukrainie.

## Urodzeni w Sitkowcach
- Jan Jakowicz – polski malarz
- Eugeniusz Nawroczyński – polski prawnik, nauczyciel, działacz endecki
- Tadeusz Osiński – major Wojska Polskiego, ofiara zbrodni katyńskiej
- Karol Stańczyk – kapitan dyplomowany piechoty Wojska Polskiego
- Leon Syroczyński – polski inżynier technolog nafty
- Maria Szerocka – polska kurierka, członkini ZWZ-AK
- Wojciech Zatwarnicki – polski ziemianin i działacz rolniczy, niosący pomoc Żydom w czasie okupacji niemieckiej